# 药物分析
药物分析是运用化学、物理化学、生物学等的方法和技术，研究化学结构已经明确的药品的品質控制方法。

## 意义
由于药品是一种特殊的商品，它直接与人的健康相关联，它的质量要求也十分严格，而且涉及多环节、多学科的综合性工作。药品的品質控制在药品的生产、流通、运输、贮藏必须严格把关，这样才能保证药品的安全有效。

## 研究内容
药物分析是一门法学科学，它的内容包括：
- 药物的鉴别：判断药物的真伪。依据药物的化学结构和理化性质进行化学反应、测定理化常数或测定光谱等手段来对药物进行鉴别。
- 药物的检查：也成为纯度检查，是用来判断药物所含的杂质在允许范围之内。
- 药物的含量测定：测定药物中主要有效成份的含量。

此外还包括药物贮存过程的质量考察，临床药物分析，体内药物分析等等。
＊藥物分析學可略分為三部份 : 

A. General methods Used in official pharmaceutical analyses（容量分析）

B. Special methods used in official pharmaceutical analyses（特殊分析）

C. Physicochemical and instrumental methods used in official pharmaceutical analyses（儀器分析）

## 药品质量标准
参见药典

## AQC
用于检验分析结构的质量的指令性文件《分析质量管理》(Analytical Quality Control, AQC)，以此来规范药品检验分析环节。

## 药品品質控制
药物分析是为了控制药品的品质，药品自生产到消费者手中的各个环节都有着严格的质量控制规范。对药品的质量控制是一个全程的、科学管理的过程。这个范围虽已超出药物分析的范畴，但也是药物分析研究的一个重要内容。
对药品质量控制的全过程起指导作用的指令性文件有：GLP、GMP、GSP、GCP。